# Молден (Мисури)
Молден (енгл. Malden) град је у америчкој савезној држави Мисури.

## Демографија
По попису из 2010. године број становника је 4.275, што је 507 (-10,6%) становника мање него 2000. године.
| Група             | 2000.         | 2010.         |
| Белци             | 3.482 (72,8%) | 3.022 (70,7%) |
| Афроамериканци    | 1.151 (24,1%) | 1.074 (25,1%) |
| Азијати           | 18 (0,4%)     | 15 (0,4%)     |
| Хиспаноамериканци | 44 (0,9%)     | 82 (1,9%)     |
| Укупно            | 4.782         | 4.275         |